# Ситников, Анатолий Андреевич
Анатолий Андреевич Ситников (20 января 1940 с. Воскресенка, Спасского района Приморского края, СССР — 31 мая 1986, Москва) — заместитель главного инженера по эксплуатации 1-й очереди Чернобыльской АЭС на момент катастрофы, ликвидатор аварии на ЧАЭС.

## Биография
Родился 20 января 1940 года, учился в средней школе № 3 поселка цементников.
В 1963 году окончил Дальневосточный политехнический институт (ДВПИ).
С 1963 года работал на заводе имени Ленинского комсомола в г. Комсомольске-на-Амуре.
С мая 1963 по июль 1964 года занимал должность инженера-технолога.
С июля 1964 по июнь 1966 года работал старшим инженером-технологом.
С июня 1966 по февраль 1969 года — инженер-механик пульта главной энергетической установки (ГЭУ).
С февраля 1969 по сентябрь 1973 года — старший инженер-механик ГЭУ.
С сентября 1973 по январь 1974 года исполнял обязанности начальника бюро механиков пульта ГЭУ.
С января 1974 по апрель 1975 года — начальник бюро механиков пульта ГЭУ.
Будучи близким другом и сослуживцем Анатолия Дятлова, по его приглашению и при его содействии в мае 1975 года переехал с семьей в г. Припять и поступил на ЧАЭС на должность заместителя начальника смены реакторно-турбинного цеха. За время работы на ЧАЭС занимал должности начальника смены реакторного цеха и заместителя начальника смены станции.
С 1980 года — заместитель начальника реакторного цеха.
С февраля 1982 года — начальник реакторного цеха. С июля 1985 года и на момент аварии занимал должность заместителя главного инженера по эксплуатации 1 очереди ЧАЭС.
На всех должностях проявил себя знающим специалистом высокой квалификации, стараясь досконально изучить технологические схемы, оборудование, правильную их эксплуатацию, обладал высокой работоспособностью. К работе относился с высоким пониманием ответственности. Как специалист пользовался авторитетом среди рабочих и инженерно-технического персонала.

## Смерть
В ночь аварии был вызван на станцию для участия в ликвидации аварии на 4-м энергоблоке. Анатолий Андреевич обследовал весь реакторный блок и центральный зал, поднимался на крышу блока «В».
Получив дозу облучения 1500 рентген, умер от лучевой болезни в 6-й Московской клинической больнице 31 мая 1986 года. Похоронен на Митинском кладбище в Москве.

## Награды
- Орден Знак Почета (1982)
- Орден Ленина (1989)
- Знак отличия президента Украины — крест «За мужество» (1996)